# Антисемитски немири на Северном Кавказу 2023
Антисемитски немири на Северном Кавказу 2023 престављају серију од неколико насилних антисемитских немира у региону Северног Кавказа у Русији током 2023 године.
Већина становништва региона Северног Кавказа су муслимани. Нереди су се догодили током рата између Израела и Хамаса 2023. године, сукоба који је изазвао пораст антисемитских инцидената у различитим деловима света.

## Позадина
Ислам је друга најраспрострањенија религија у Русији. Од 2020. године, приближно 15-20 милиона људи га је исповедало. На северном Кавказу ислам доминира у републикама Ингушетија , Чеченија и Дагестан , где се више од 90% становништва изјашњава као муслимани. Са ескалацијом палестинско-израелског сукоба након Хамасове инвазије на Израел 7. октобра 2023. и почетком војне кампање одмазде у појасу Газе, већина руских муслимана пружила је подршку Палестини. Руска влада није званично осудила акције Хамаса , окривљујући за ескалацију сукоба САД и колективни Запад . Штавише, 26. октобра делегација Хамаса је чак посетила Москву у званичној посети.
Палестински војно-политички покрети Хамас и Исламски џихад имају широку подршку народа у Дагестану.
Почев од 7. октобра у дагестанским џамијама одржаване су дневне масовне молитве за Палестину , а руске муслиманске организације прикупљале су финансијску и хуманитарну помоћ за Газу – укупно око 50 милиона рубаља. Антиизраелска кампања је активно промовисана и у Чеченији – тако је шеф републике Рамзан Кадиров оптужио „ционисте” за геноцид над Палестинцима и изјавио да је у својој окрутности према Палестини „израелски фашизам” данас у ни на који начин инфериорнији, ако не и супериорнији од Хитлеровог. Истовремено, исламистички Телеграм канали у Дагестану од 26. октобра објавили су спискове јеврејских заједница у региону, називајући их „центрима терористичке организације Израел на Северном Кавказу“. Према мишљењу стручњака, комбинација ових фактора довела је до пораста антиизраелских расположења у републикама Северног Кавказа.
Неколико дана пре догађаја на аеродрому у Махачкали, локални Телеграм канали су упутили позиве за учешће на скупу на аеродрому. Поруке о „избеглицама из Израела “ које стижу у Дагестан објавио је Телеграм канал „Јутарњи Дагестан“, који је покренуо руско-украјински политичар Иља Пономарјов. Претходно је исти Телеграм канал организовао протесте на Северном Кавказу 2022. године 

## Ток догађаја

### 28. октобар

#### Хасавјурт
Становници Хасавјурта у Дагестану окупили су се у близини хотела Фламинго након извештаја да су тамо смештене избеглице из Израела . Демонстранти су захтевали да сви станари хотела дођу до прозора да их погледају. Када гости то нису урадили, у зграду је бачено камење. Окупљени су узвикивали " Алаху Акбар " и захтевали да провере подруме и пусте их у хотел. Полиција је стигла и дозволила демонстрантима да провере хотел како би се уверили да је "без Јевреја". Након тога испред хотела је постављена порука да је Јеврејима забрањен улазак.

#### Черкеск
У Черкеску, главном граду Карачајево-Черкесије, одржан је антисемитски митинг. Маса је захтевала да се посетиоци из Израела не пусте у републику и да „сви Јевреји буду исељени из Карачајево-Черкеске Републике.

### 29. октобар

#### Наљчик
У Наљчику, главном граду Кабардино-Балкарије, запаљен је локални јеврејски верски национално-културни центар у изградњи, на чијем зиду су нападачи исписали „смрт Јахудима “.

#### Аеродром Махачкала
Руља је упала на аеродром Ујташ у близини Махачкале, у Дагестану, након што је на њега слетео авион из Тел Авива. Телеграмом су се прошириле поруке да у Дагестан стиже директан лет из Израела са позивима да дођу на аеродром и спрече слетање авиона. Док је новински сајт на руском језику Медуза рекао да су масу сачињавали „локални становници“, израелски канал 12 је известио да су већина људи у маси палестински емигранти.
Како је наведено на сајту аеродрома, авион из Тел Авива је слетео у 19:17 по локалном времену. Након тога, десетине демонстраната упали су на аеродром и стигли до писте, од којих су неки, према писању Известија, успели да се попну на крила авиона. Повређено је 20 особа, међу њима девет полицајаца, од којих су две теже повређене. Путници у авиону су неповређени. Идентификовано је 150 осумњичених, док је 60 задржано у притвору. Руска агенција за цивилно ваздухопловство Росавијација најавила је затварање аеродрома до 6. новембра , али је поново отворен 30. октобра. До вечери тог дана број заточених порастао је на 83  Дана 5. новембра, пријављено је да је број приведених био 201, од којих је 155 оптужено.

## Последице
Оснивач Телеграма Павел Дуров је 30. октобра обећао да ће блокирати канале који позивају на насиље, приложивши уз поруку снимак екрана из „Јутарњег Дагестана“.
Немири у региону довели су до озбиљне штете на згради аеродрома у Махачкали. Заузимање аеродрома у Махачкали било је први пут да су руске власти изгубиле привремену контролу над аеродромом великог града од чеченског рата. Градске власти су ризик процениле на приближно 285 милиона рубаља  – оштећена је опрема и инфраструктура, поломљене су камере и оградe.
Као резултат немира на Северном Кавказу, покренути су управни и кривични предмети. Тако је након скупова у Черкеску полиција попунила административне протоколе против 34 учесника. Они се суочавају са казнама од 10.000 до 30.000 рубаља према члану 20.2 Закона о управним прекршајима Руске Федерације (кршење утврђене процедуре за организовање или одржавање митинга, митинга, демонстрације или поворке).
Два дана након антисемитског митинга у близини хотела у Хасавјурту, суд је покренуо десет протокола против учесника митинга по члану о учешћу у недозвољеном скупу који је довео до штете. Ово је део 6. члана 20.2 Закона о управним прекршајима Руске Федерације, који предвиђа новчану казну од 150 до 300 хиљада рубаља или затворску казну до 15 дана.
Против више од 400 демонстраната на аеродрому сачињени су протоколи за привођење административној одговорности. За 394 лица сачињени су протоколи по члану о повреди поступка за спровођење радњи (20.2 ЗУП ). Од тога, 15 лица је процесуирано и за ситно хулиганство (20.1 Закон о управним прекршајима), четири због кршења услова безбедносне провере на аеродрому (11.15.1 Закон о управним прекршајима), три због непослушности полицији (19.3 Закон о управним прекршајима). Против још 18 лица сачињени су протоколи по члану о организовању масовног истовременог боравка грађана на јавним местима (20.2.2 ЗУП). Истовремено, није било званичних информација о истрази о паљењу Јеврејског центра. Због учешћа у нередима на аеродрому у Махачкали отпуштен је и службеник администрације Избербаша

## Реакције

### Домаће
Шеф Дагестана Сергеј Меликов назвао је инцидент грубим кршењем закона, иако Дагестанци „саосећају са страдањем жртава акција неправедних људи и политичара и моле се за мир у Палестини“. Овадија Исаков, рабин из Дербента, који је наводно дом највеће јеврејске популације у Дагестану, рекао је да  „Ситуација у Дагестану је веома тешка“ и да је „[јеврејска] заједница веома уплашена... Нема места за побећи" 
Регионални лидери из друга два региона Северног Кавказа позвали су на смирење. Сличан апел упутио је и главни муфтија Дагестана. Шеф Чеченије Рамзан Кадиров наредио је Министарству унутрашњих послова и Националној гарди да приведу потенцијалне демонстранте у републици и овластио их да отворе ватру.
Руски ратни извештач Александар Коц је предложио да „они који желе да убијају Јевреје треба да оду у Газу или Кијев. Знам адресу једног, могу вам рећи: Банкова, 11 “.
Председник Владимир Путин наредио је састанак својих највиших безбедносних званичника, док је његов портпарол Дмитриј Песков за немире окривио „мешање споља“. Путин је окривио Украјину за главни утицај на антисемитизам.

### Међународне
Портпаролка америчког председника Адријен Вотсон осудила је нереде. Канадски премијер Џастин Трудо такође је осудио догађаје као "дубоко узнемирујуће". Стефан Кирсмекер, портпарол Европске комисије, такође је осудио нападе.
Израелска влада позвала је руске власти да заштите Израелце и Јевреје у Русији .
Украјински председник Володимир Зеленски, који је јеврејског порекла, окривио је за догађаје руску „широко распрострањену културу мржње према другим народима, коју пропагирају државна телевизија, стручњаци и власти”.
Human Rights Watch је окарактерисао руски одговор као неадекватан, наводећи да „уместо да се обрачунају са критичарима, власти треба да усредсреде напоре на спречавање ксенофобичних напада“.